# Úr bemutatása fatemplom (Baresd)
A Úr bemutatása fatemplom műemlékké nyilvánított épület Romániában, Hunyad megyében. A romániai műemlékek jegyzékében a  HD-II-m-B-03248 sorszámon szerepel.